# Хесус Овоно
Хесус Лазаро Овоно Нгуе Акенг або просто Хесус Овоно (ісп. Jesús Lázaro Owono Ngua Akeng / Jesús Owono; нар. 1 березня 2001, Бата, Екваторіальна Гвінея) — гвінейський футболіст, воротар іспанського клубу «Алавес» та національної збірної Екваторіальної Гвінеї.

## Клубна кар'єра
Хесус народився в місті Бата, але в дитинстві переїхав до Країни Басків. У 8-річному віці приєднався до «Антігуоко». Виступав за юнацьку збірну Країни Басків (U-16).
На початку липня 2019 року перейшов до скромного баскського клубу «Сан-Ігнасіо», кольори якого захищав до початку липня 2021 року. потім повернувся до резервної команди «Алавеса». У футболці першої команди клубу дебютував 2 січня 2022 року в нічийному (1:1) домашньому поєдинку 19-го туру Ла-Ліги проти «Реал Сосьєдада». Овоно вийшов на поле в стартовому складі та відіграв увесь матч. Таким чином, Хесус Овоно став першим футболістом з Екваторіальної Гвінеї, який зіграв у вищому дивізіоні чемпіонату Іспанії.

## Кар'єра в збірній
У вересні 2018 року 17-річний Хесус отримав перший виклик до Екваторіальної Гвінеї. У футболці збірної Екваторіальної Гвінеї дебютував 25 березня 2019 року в програному (2:3) товариському поєдинку проти Саудівської Аравії, в якому відіграв увесь другий тайм.

## Статистика виступів

### Клубна
Станом на 19 травня 2021
| Клуб              | Сезон             | Ліга              | Ліга  | Ліга | Нац. кубок | Нац. кубок | Інші  | Інші | Загалом | Загалом |
| Клуб              | Сезон             | Дивізіон          | Матчі | Голи | Матчі      | Голи       | Матчі | Голи | Матчі   | Голи    |
| ----------------- | ----------------- | ----------------- | ----- | ---- | ---------- | ---------- | ----- | ---- | ------- | ------- |
| «Сан-Ігнасіо»     | 2019–20           | Терсера Дивізіон  | 24    | 0    | —          | —          | —     | —    | 24      | 0       |
| «Сан-Ігнасіо»     | 2020–21           | Терсера Дивізіон  | 21    | 0    | —          | —          | —     | —    | 21      | 0       |
| «Сан-Ігнасіо»     | Загалом           | Загалом           | 45    | 0    | 0          | 0          | 0     | 0    | 45      | 0       |
| «Алавес Б»        | 2021–22           | Терсера Дивізіон  | 0     | 0    | —          | —          | —     | —    | 0       | 0       |
| Усього за кар'єру | Усього за кар'єру | Усього за кар'єру | 45    | 0    | 0          | 0          | 0     | 0    | 45      | 0       |

### У збірній

#### По роках
Станом на 25 березня 2021
| Національна збірна   | Рік     | Матчі | Голи |
| -------------------- | ------- | ----- | ---- |
| Екваторіальна Гвінея | 2019    | 1     | 0    |
| Екваторіальна Гвінея | 2020    | 2     | 0    |
| Екваторіальна Гвінея | 2021    | 1     | 0    |
| Загалом              | Загалом | 4     | 0    |

#### По матчах
| Дата      | Місто | Господарі    | Результат          | Гості                | Турнір                                     | Голи | Примітки |
| --------- | ----- | ------------ | ------------------ | -------------------- | ------------------------------------------ | ---- | -------- |
| 20-1-2022 | Лімбе | Сьєрра-Леоне | 0 – 1              | Екваторіальна Гвінея | Кубок африканських націй 2021 - 1-й раунд  | -    |          |
| 26-1-2022 | Лімбе | Малі         | 0 – 0 (3 - 4 п.п.) | Екваторіальна Гвінея | Кубок африканських націй 2021 - 1/8 фіналу | -    |          |
| 30-1-2022 | Яунде | Сенегал      | 3 – 1              | Екваторіальна Гвінея | Кубок африканських націй 2021 - 1/4 фіналу | -3   |          |
| Усього    |       | Матчів       | 3                  |                      | Голів                                      | -3   |          |